# Pusiola tinaeella
Pusiola tinaeella là một loài bướm đêm thuộc phân họ Arctiinae, họ Erebidae.